# Gabriël Báthory
Gabriël Báthory de Somlyó (Hongaars: Somlyói Báthory Gábor, Várad, 15 augustus 1589 - aldaar, 27 oktober 1613) was een vorst van Zevenburgen uit het huis Báthory en regeerde van 1608 tot 1613.
Hij kwam aan de macht, nadat er in 1606 met de Vrede van Zsitvatorok tijdelijk een einde kwam aan de oorlog tussen de Turken en de Habsburgers en nadat vorst Stefan Bocskay dat jaar overleden was. Sigismund Rákóczi kwam in 1606 weliswaar aan de macht, maar kon zijn positie niet consolideren en trad in 1608 af ten gunste van Báthory.
Deze maakte gebruik van het machtsvacuüm in Zevenburgen en bouwde zijn eigen macht uit. Hij stond bekend omwille van zijn vijandelijkheid tegenover de Zevenburger Saksen en liet Hermannstadt in 1610 bezetten en plunderen. De stadsrechter van Kronstadt, Hermann Weiß, slaagde er echter in om weerstand te organiseren, waardoor de troepen van de vorst op 16 oktober 1612 verslagen werden. In 1612 zette de Zevenburgse Landdag in Gyulafehérvár hem af en verkoos Gabriël Bethlen tot nieuwe vorst. Kort na zijn afzetting werd Báthory door leden van zijn eigen lijfwacht gedood.